# Uffe Bech
Uffe Manich Bech, född 13 januari 1993, är en dansk fotbollsspelare som spelar för Panathinaikos.